# Fyra små vuxna
Fyra små vuxna (finska: Neljä pientä aikuista) är en finländsk dramafilm från 2023. Filmen är regisserad av Selma Vilhunen som även skrivit filmens manus. I huvudrollen som Juulia ses Alma Pöysti.
Filmen hade världspremiär den 29 januari 2023 på Rotterdams internationella filmfestival och hade biopremiär i Sverige den 3 januari 2024.

## Handling
Filmen kretsar kring politikern Juulia som hoppas bli partiledare när det uppdagas att hennes make, prästen Matias och Enni har ett förhållande. Juulia föreslår att de ska öppna upp förhållandet.

## Rollista (i urval)
- Alma Pöysti – Juulia
- Eero Milonoff – Matias
- Oona Airola – Enni
- Pietu Wikström – Miska